# Тритиостаннат натрия
Тритиостаннат натрия — неорганическое соединение,
комплексный сульфид натрия и олова с формулой Na2SnS3,
бесцветные кристаллы,
растворяется в воде,
образует кристаллогидраты.

## Получение
- Растворение дисульфида олова и растворе тетратиостанната натрия:

{\displaystyle {\mathsf {Na_{4}SnS_{4}+SnS_{2}\ {\xrightarrow {60^{o}C}}\ 2Na_{2}SnS_{3}}}}

## Физические свойства
Тритиостаннат натрия образует бесцветные кристаллы
тригональной сингонии,
пространственная группа R 3m,
параметры ячейки a = 0,3834 нм, c = 1,988 нм, Z = 2.
.
Растворяется в воде,
не растворяется в ацетоне.
Образует кристаллогидрат состава Na2SnS3•8H2O, который при 200-250°С теряет кристаллизационную воду.

## Химические свойства
- Разлагается под действием кислот:

{\displaystyle {\mathsf {Na_{2}SnS_{3}+2HCl\ {\xrightarrow {60^{o}C}}\ 2NaCl+SnS_{2}+H_{2}S\uparrow }}}